# Scytalichthys
Scytalichthys is een monotypisch geslacht van straalvinnige vissen uit de familie van slangalen (Ophichthidae).

## Soort
- Scytalichthys miurus Jordan & Gilbert, 1882